# Лалошу
Лалошу (рум. Laloșu) — село у повіті Вилча в Румунії. Входить до складу комуни Лалошу.
Село розташоване на відстані 164 км на захід від Бухареста, 67 км на південний захід від Римніку-Вилчі, 30 км на північний схід від Крайови.

## Населення
За даними перепису населення 2002 року у селі проживали 1044 особи.
Національний склад населення села:
| Національність | Кількість осіб | Відсоток |
| -------------- | -------------- | -------- |
| румуни         | 666            | 63,8%    |
| цигани         | 377            | 36,1%    |

Рідною мовою назвали:
| Мова      | Кількість осіб | Відсоток |
| --------- | -------------- | -------- |
| румунська | 883            | 84,6%    |
| циганська | 160            | 15,3%    |